# Anisia pallidipalpis
Anisia pallidipalpis là một loài ruồi trong họ Tachinidae.